# Zwerg-Alpenscharte
Die Zwerg-Alpenscharte (Saussurea pygmaea) ist eine Pflanzenart aus der Gattung Alpenscharten (Saussurea) innerhalb der Familie der Korbblütler (Asteraceae).

## Beschreibung

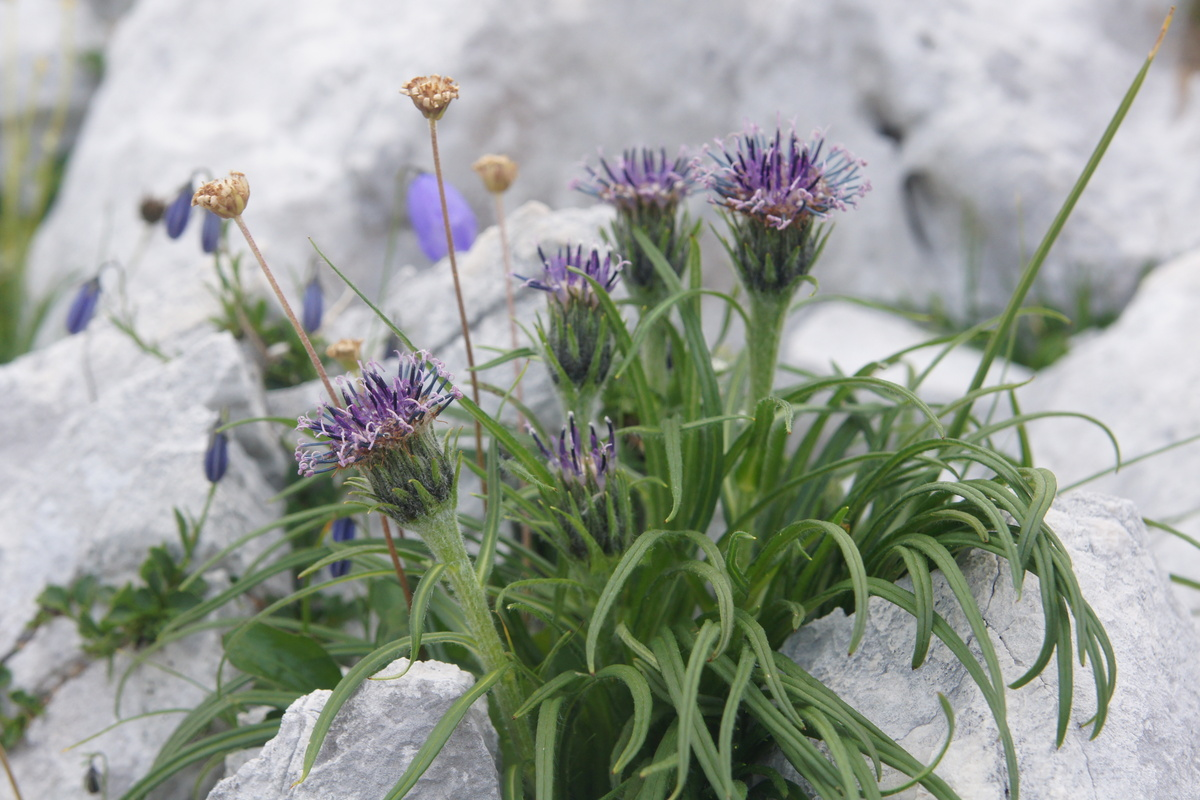
Habitus, Laubblätter und Blütenkörbe im Habitat

### Vegetative Merkmale
Das Zwerg-Alpenscharte wächst als ausdauernde krautige Pflanze mit zottig behaartem, kurzem Stängel, die Wuchshöhen von 5 bis 15 Zentimetern erreicht. Oft ist das Pflanzenexemplar fast stängellos.
Die Laubblätter sind sitzend. Die einfache Blattspreite ist bei einer Länge von 3 bis 7, selten bis zu 18 Zentimetern sowie einer Breite von 3 und 8 Millimetern relativ schmal und linealisch-lanzettlich bis linealisch mit zugespitztem oberen Ende und ganzrandig oder entfernt gezähnelt. Die Blattoberseite ist dunkel gras-grün und die -unterseite grau-grün. Die älteren Laubblätter sind oberseits fast kahl und unterseits kurz-filzig behaart.

### Generative Merkmale
Die Blütezeit reicht von Juli bis September. Pro Stängel wird nur ein Blütenkorb gebildet. Der Blütenstand wird oft von den obersten Stängelblättern überragt. Die wollig behaarte Korbhülle ist eiförmig-walzlich. Die Hüllblätter sind lang zugespitzt und grauzottig behaart, grün mit braunem Rand. Die äußeren Hüllblätter sind oft violett, schmal-eiförmig und kürzer als die lanzettlichen inneren. Der Blütenkorb weist bei einer Länge von 2 bis 4 Zentimetern einen Durchmesser von  bis über 3 Zentimetern auf. Auf dem Korbboden befinden sichSpreublätter. In jedem Blütenkorb befinden sich nur Röhrenblüte. Die zwittrigen Röhrenblüten sind blauviolett. Die Staubbeutel besitzen zwei stark gefiederte, pinselartige Schwänzchen.
Die Achänen besitzen einen Pappus. Die Achänen sind 6 bis 7 Millimeter lang und gerieft.
Die Chromosomenzahl beträgt 2n = 52.

## Vorkommen
Die Zwerg-Alpenscharte gedeiht in den Ostalpen (Karwendel und Venezianische Alpen ostwärts bis zum Schneeberg und den Steiner Alpen) und kommt in den Westkarpaten vor. Es gibt Fundorte in den Ländern Deutschland, Österreich, Italien, Slowenien, Polen und in der Slowakei.
Die kalkstete Pflanze bevorzugt als Standort Steinrasen, Felsspalten und Felsschutt. Die Zwerg-Alpenscharte gedeiht in Höhenlagen in Bayern von 1830 bis 2340 Meter. In Salzburg steigt die Art bis 2550 Meter Meereshöhe auf. Sie gedeiht auf frischen, kalkhaltigen, neutralen, modrig-humosen, flachgründigen, steinigen Lehm- und Tonböden. Sie ist eine Charakterart des Verbands Seslerion.

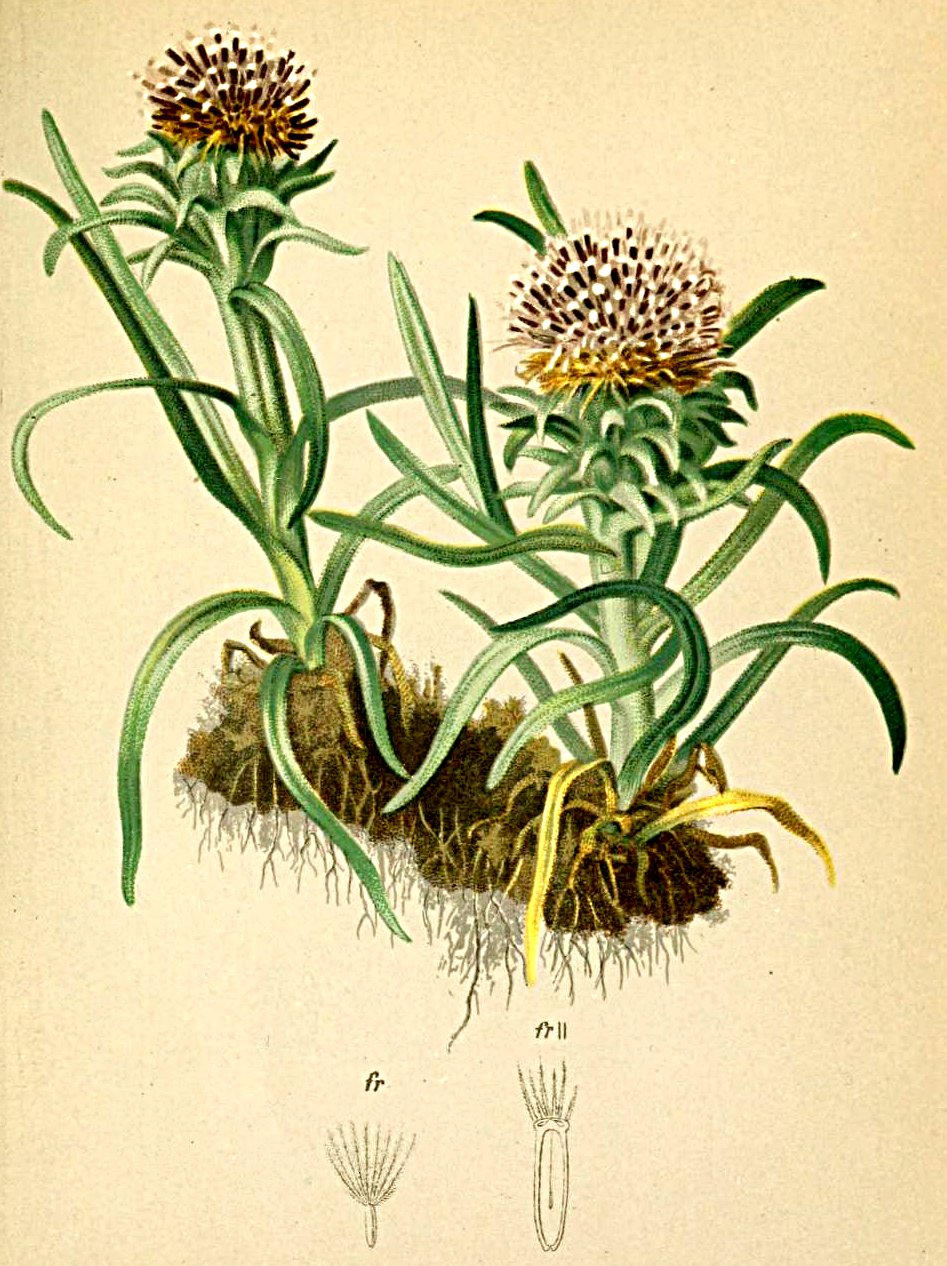
Illustration aus der Atlas der Alpenflora

## Taxonomie
Die Erstveröffentlichung erfolgte 1762 unter dem Namen (Basionym) Carduus pygmaeus durch Nikolaus Joseph von Jacquin in Enumeratio stirpium plerarumque, quae sponte crescunt in agro vindobonensi, montibusque confinibus, 147, 282. Die Neukombination zu Saussurea pygmaea (Jacq.) Spreng. wurde durch Kurt Sprengel 1826 in Systema vegetabilium, 16. Auflage, Band 3, S. 381 veröffentlicht.